# William Carroll
William Carroll (3 de março de 1788 – 22 de março de 1844) foi um político americano, o 5º governador do Tennessee, de 1821 a 1825 e reeleito para um segundo mandato de 1829 a 1835. Ocupou o cargo de governador mais tempo que seus antecessores, inclusive John Sevier. Ele é considerado um dos políticos mais populares do estado da década de 1820, tendo promovido o início de numerosas reformas legais e fiscais.
Carroll juntou-se a milícia do Tennessee como capitão em 1812 e foi promovido rapidamente. Ele participou de muitas missões durante a Creek War (guerra contra índios nativos) e, como um major-general, comandou a central Andrew Jackson, na Batalha de Nova Orleães em 1815.

## Início de vida
Como os dois de seus antecessores, Archibald Roane e Joseph McMinn, Carroll era natural da Pensilvânia, tendo nascido perto de Pittsburgh. Seu pai, Thomas Carroll, era sócio de negócios de Albert Gallatin e havia estabelecido uma bem-sucedida rede comercial de ferragens na região de Pittsburgh. William Carroll recebeu pouca educação formal, porém desde criança trabalhou, aprendeu e praticou no negócio do pai, proporcionado-lhe um bom conhecimento. Ele se mudou para Nashville em 1808 e estabeleceu uma loja do mesmo ramo na cidade. Ele apresentou-se a Andrew Jackson com uma carta de apresentação feita por Gallatin.

## Guerra anglo-americana de 1812 e Guerra aos Creek
Com o início da Guerra anglo-americana de 1812, Carroll foi nomeado capitão dos Voluntários Uniformes de Nashville e na Creek war (guerra contra índios nativos) juntou-se com Andrew Jackson. Em poucos meses, ele foi promovido a major e tomou parte na batalha de Talladega em novembro de 1813. Por suas ações nesta batalha, foi promovido a coronel. Ele lutou nas batalhas de Emuckfaw e Enotachopo Creek, em janeiro de 1814, tendo sido ferido na batalha de Horseshoe Bend, em março de 1814.
Em 1813, Carroll se envolveu em uma briga com outro subordinado de Jackson, Jesse Benton, que culminou em um duelo em 14 de junho do mesmo ano. Jackson inicialmente tentou acalmar a briga, mas, sem sucesso, ele concordou em ser o "segundo" (fiscal de duelo) de Carroll. No duelo, Carroll perdeu parte de seu polegar e Benton foi ferido no quadril, mas ambos sobreviveram. O irmão mais velho de Benton, Thomas Hart Benton, ficou enfurecido após saber que Jackson havia apoiado Carroll e mais tarde veio a ferir Jackson em uma briga em Nashville motivada pelo mesmo incidente.
Após a batalha de Horseshoe Bend, Carroll retornou para Nashville para recrutar tropas para a defesa de Nova Orleans. Depois que Jackson declinou do comando da milícia para aceitar uma missão no exército federal, Carroll foi designado o general da milícia do Tennessee. Viajando através dos rios Cumberland, Ohio e Mississippi, suas novas tropas chegaram em Nova Orleans, pouco antes da invasão britânica. Na batalha de Nova Orleans, em 8 de janeiro de 1815, as tropas de Carroll lutaram perto de linha central de Jackson, onde alguns dos mais intensos combates ocorreram.

## Política
Após a guerra, Carroll retomou sua carreira de negócios em Nashville. Em 1818, tornou-se proprietário de parte do barco a vapor "General Jackson" de Nova Orleans. Em 11 de março de 1819, após uma jornada traiçoeira através dos rios Mississipi, Ohio e Cumberland, o "General Jackson" tornou-se o primeiro barco a vapor que chegou em Nashville. Durante a crise financeira de 1819, o negócio de Carroll fracassou, então ele encontrou-se falido.
Em 1821, Carroll, ainda imensamente popular pelas suas ações na guerra de 1812, concorreu para o governador. Apesar de seu adversário, Edward Ward, ter sido apoiado pela elite política do Estado, incluindo Andrew Jackson, Hugh Lawson White e Joseph McMinn, Carroll ganhou o apoio de inimigos de Jackson, John Williams e Davy Crockett, sendo capaz de aproveitar o sentimento "anti-establishment" surgido na sequência da crise financeira. Ele facilmente derrotou Ward na eleição, com um total de 32.290 votos favoráveis e 7.294 contrários. Ele imediatamente estabeleceu reformas das leis de impostos do Estado, mas sua convocação para uma Convenção constitucional foi derrotada pelo legislador.
Com a melhora da economia do Tennessee, a popularidade de Carroll subiu. Ele concorreu sem oposição à reeleição em 1823 e 1825. Em 1827, no final dos três mandatos de dois anos consecutivos, as limitações constitucionais impediram-o de servir a um quarto mandato subsequente. Ele foi sucedido por Sam Houston. Depois que ele foi preterido para uma vaga ao Senado dos Estados Unidos, ele tornou-se mais cauteloso com os simpatizantes de Jackson e disputou contra Houston em 1829. Houston demitiu-se após um escândalo pouco depois que Carroll anunciou sua campanha, no entanto, William Hall, como Presidente do Senado, ocupou interinamente o governo no lugar de Houston. Hall se recusou a disputar uma reeleição, então Carroll foi eleito facilmente. Carroll com êxito reelegeu-se outras vezes em 1831 e 1833 sem oposição.
O governo de Carrol foi marcado pelo estabelecimento de um Código Penal mais progressista (para a época), substituindo o castigo corporal pelo sistema penitenciário do Estado, bem como o estabelecimento de um manicômio e a criação de uma Corte de Chancelaria. Ele também foi um defensor persistente de melhorias internas financiadas pelo governo, com o que ajudou empresas do estado. Durante o último mandato, a constituição do estado de 1796 foi substituída por uma nova que deu mais poderes ao governador. Embora este documento tecnicamente tenha sido substituído pela atual em 1870, contém muitas das disposições da constituição de 1834, em que se baseia em grande parte. Disposições populares na nova Constituição incluíam um imposto territorial rural mais justo (que beneficiou os pequenos agricultores) e a exigência de que oficiais e autoridades dos condados fossem popularmente eleitos, em vez de nomeados.
Carrol alegou que a nova Constituição lhe permitia buscar um quarto mandato consecutivo. Ele foi condenado pela crescente ascensão do partido Whig no estado, o que fez com que perdesse a eleição para governador para Newton Cannon por uma diferença de votos de 41.970 para 31.205. Ele persistentemente fez campanha para uma vaga no Senado dos Estados Unidos nos anos seguintes, mas nunca foi bem sucedido.
Carroll serviu como governador do Tennessee, mais do que qualquer outra polítco até os dias de hoje (2012), incluindo os seis mandatos do Governador Sevier. Isto em razão do primeiro mandato de Sevier ter sido anormalmente curto devido ao período do ano que ocorreu a admissão do Tennessee na União. O tempo de exercício de governo de Carroll somou doze anos e doze dias.

## Últimos anos e morte
Carroll viveu com tranquilidade após seu último governo terminar. Ele morreu em 22 de março de 1844 e foi enterrado no cemitério da cidade de Nashville em Nashville, Tennessee.

## Legado
No estado norte-americano do Tennessee, o Condado de Carroll foi assim nomeado em sua homenagem.

## Vida familiar
Carrol foi casado com Cecilia Bradford e tiveram quatro filhos. Um de seus filhos foi o General-de-brigada confederado William Henry Carroll.

## Fonte da tradução
- Este artigo foi inicialmente traduzido, total ou parcialmente, do artigo da Wikipédia em inglês cujo título é «William Carroll (Tennessee politician)».